# 石川サブロウ
石川 サブロウ（いしかわ サブロウ、1953年1月18日（72歳）- ）は、日本の漫画家。北海道岩内郡岩内町出身。

## 略歴
1974年、『立ち読み厳禁』が第7回手塚賞で佳作となり、同作品でデビュー（『週刊少年ジャンプ』）。 以後、『警察犬物語』『北の土龍』『蒼き炎』などの作品を次々に発表し、骨太な中にも暖かみのある作風で多くの読者の支持を集める。

## 作品リスト

### 連載作品
- 友だち学園（1974年、『週刊少年ジャンプ』）
- 警察犬物語（1978年 - 1979年、『週刊少年ジャンプ』、原作：三木孝祐）
- はっちゃき先生（1980年、『週刊ヤングジャンプ』）
- 北の土竜（1981年 - 1985年、『週刊ヤングジャンプ』）
- オレの瞬間（1986年 - 1987年、1988年、1989年、『週刊ヤングジャンプ増刊号』）
- 風が舞う（1987年、『ビジネスジャンプ』）
- なにくそ一歩[注 1]（1988年、『週刊少年サンデー』）
- あした翔ける！（1988年 - 1989年、『スーパージャンプ』、原作：布施博一）
- 蒼き炎（1989年 - 1994年、『週刊ヤングジャンプ』『ヤングジャンプサーティー』『ヤングジャンプDX』）
- へのカッパ（1994年、『ビッグコミックオリジナル』）
- 母の曠野（1995年、『ビッグコミック』、原案：江沢光、脚本：久保田千太郎）
- 天より高く[注 2]（1995年 - 1997年、『コミックトム』、原作:半村良）
- 煩悩三昧（1997年 - 1998年、『ビッグコミックオリジナル増刊』）
- 本日も休診 （1995年 - 1999年、『ビッグコミック』『ビッグコミック増刊号』、原案：見川鯛山）
- ファイター伝説 金と銀（1998年 - 1999年、『ビッグコミックスペリオール』、原作：やまさき十三）
- 海峡ものがたり（1999年 - 2001年、『MANGAオールマン』、原作：ジョー指月）
- ゆきのいろ（2001年 - 2003年、『スーパージャンプ』『オースーパージャンプ』）
- 還暦ルーキー・逃げたらあかん（2002年、『ビジネスジャンプ』、原作：平山譲）
- 月と日と（2003年、『スーパージャンプ』、原案協力・監修：明鹿人丸）
- ひょぼくれ文左〜鸚鵡籠中記より〜（2004年 - 2007年、『コミック乱』、原作：土岐正造）
- ベスポジ（2004年、『コミックBG』、原作：中原まこと）
- 彩の四季（2004年 - 2005年、『週刊漫画TIMES』、原作：青内彰生）
- がばい -佐賀のがばいばあちゃん-（2005年 - 2010年、『ビジネスジャンプ』、原作：島田洋七）
- オシムの言葉 マンガ編（2006年、『原作：木村元彦／Sportiva』）
- 神様のカルテ（2010年 - 2011年、『ビッグコミック』、原作：夏川草介）
- どらコーボク（2011年 - 2012年、『ビッグコミック』、原作：小路谷純平）
- 本日は休診（2012年 - 2013年、『漫画サンデー』）
- ゆいっこ（2014年 - 2018年、『家の光』）

### 読み切り作品
- 立ち読み厳禁（1974年、『週刊少年ジャンプ』）
- 漫画エレジー（1974年、『少年ジャンプ増刊号』）
- ふたりぼっち（1975年、『週刊少年ジャンプ』）
- 北の土龍（1981年、『週刊ヤングジャンプ』）
- 天と大地と（1986年、『週刊ヤングジャンプ増刊号』）
- 遠い路（1986年、『週刊ヤングジャンプ』）
- ポチの伝説（1987年、『週刊ヤングジャンプ』）
- WANTED（1989年、『ビッグコミック』）
- RUNNER（1989年、『週刊少年サンデー』）
- 夢の礎 横浜ベイブリッジストーリー（1991年、『週刊ヤングジャンプ増刊ワーキング・デビュー』、脚本：浅野崇）
- コートのブタ（1994年、『ベアーズクラブ』）
- 鉄心の弟子（1994年、『ヤングジャンプDX』）
- 鬼平（1998年、『スーパージャンプ』）
- たまごっち物語（1998年、『週刊ヤングジャンプ』、原作：源内薫）
- 龍馬の手紙（2010年、『BJ魂』）
- 友よ！龍馬よ！（2010年、『BJ魂』）
- いしころりん（2011年、『ビッグコミック増刊号』）
- 通訳フジヤマ（2012年、『ビッグコミック増刊号』、原作：香川まさひと）
  - 通訳フジヤマ（2013年、『ビッグコミック』、原作：香川まさひと） - ビッグコミック本誌版

## アシスタント
- 本庄敬
- 金平守人